# Aylacostoma guaraniticum
Aylacostoma guaraniticum foi uma espécie de gastrópodes da família Thiaridae.
Era endémica da Argentina e Paraguai.